# The Haunted Castle
The Haunted Castle er en britisk stumfilm fra 1896 af George Albert Smith.